# Blanca López Hernández
Blanca López del Socorro López Hernández o simplemente  Blanca López Hernández (1963- ) es una campesina cooperativista y miliciana nicaragüense.
Blanca López Hernández es la protagonista de la fotografía realizada por el fotógrafo nicaragüense Orlando G. Valenzuela titulada La miliciana de Waswalito, en la que posa sonriente dando el pecho a su hijo Antonio cargando un fusil AK-47 al hombro. Esta imagen se convirtió en icono de la  Revolución Nicaragüense. En ella se combinan la ternura, la determinación de la lucha y la esperanza en el futuro que fueron estandarte de la Revolución Sandinista,  Nicaragua fue aquella joven armada con su hijo al pecho.
La fotografía se sacó en el de 1984 en la comunidad rural de El Naranjo en   Waswalito, Waslala, municipio de  Región autónoma de la Costa Caribe Norte  en Nicaragua, aunque atendido política y administrativamente por el departamento de Matagalpa, en un acto de distribución a los campesinos de armas  llegadas desde la Unión Soviética para la defensa por las acciones de la Contra, grupos armados contra el gobierno nicaragüense organizados y financiados por los EE. UU. Ese mismo año la fotografía fue tomada como imagen oficial de la Campaña Mundial de Solidaridad con Nicaragua y dio la vuelta al mundo como imagen de la Revolución. 
La Campaña Mundial de Solidaridad con Nicaragua recaudó fondos para el gobierno sandinista, intentando romper así el acoso internacional al que estaba sometido el país tras la caída de Anastasio Somoza Debayle.

## Historia
Tras el triunfo de la Revolución Sandinista el  19 de julio de 1979 comienza un proceso de oposición armada al nuevo gobierno de Nicaragua promovido por los EE.UU. que crea grupos armados denominados "Contras" (de "contrarrevolucionarios")  y  una campaña de ahogo económico internacional. Las comunidades rurales de Nicaragua eran atacadas por estos grupos y el gobierno, entre otras medidas tomadas, decide la entrega de armas al campesinado. Las armas provenían de sos aliados, principalmente de la Unión Soviética, y eran distribuidas en actos político-sociales. A la vez, diversos organismos y organizaciones internacionales organizaban diferentes campañas de solidaridad y ayuda en apoyo al gobierno revolucionario.
En julio de 1984 en  la localidad rural de El Naranjo en  el municipio de Waslala se inauguraba la cooperativa campesina "24 de Agosto" y se aprovechaba la inauguración para la distribución de fusiles AK-47 entre los miembros de la cooperativa para defenderse de los ataque de la "Contra!. 
A ese acto asistía Blanca López Hernández que contaba entonces con 21 años de edad y había tenido a un hijo hacía pocos meses. Sobre las once de la mañana, Blanca hablaba desenfadadamente con los responsables del acto mientras daba el pecho a su hijo, José Antonio López Pérez, ya había recibido el fusil que se colocó en la espalda. Entre los redactores que cubrían el evento es encontraba el redactor gráfico Orlando G. Valenzuela, que trabajaba para la revista juvenil Los Muchachos, publicación mensual de la Juventud Sandinista 19 de Julio. Orlando se encontraba sobre una pequeña tarima de tablas que se había montado para la prensa, en palabras de Valenzuela 

Ese día yo estaba en una pequeña tarima de tablas, y desde arriba apretaba el disparador a todo lo que miraba interesante. De repente vi una mujer joven con un fusil al hombro, lo cual era muy común en esos años, pero me llamó la atención que tenía un niño en brazos y le daba el pecho. Alguien le dijo algo señalando hacia arriba y sonrió justo cuando tomé la foto y un poco apenado, moví el lente hacia otro lado…

Ese mismo año la fotografía fue seleccionada para ilustrar la Campaña Mundial de Solidaridad con Nicaragua. La titularon "Miliciana de Waswalito". Orlando Valenzuela lo expresa así: 

No recuerdo quién le puso el nombre de miliciana de Waswalito, lo cierto que así se empezó a conocer esa foto que pronto se hizo famosa. Se decía que así era la revolución, joven, optimista, pero dispuesta a defender con las armas a sus hijos.

 convirtiéndose en icono de la revolución y de otras luchas, como la del derecho de amamantar en público. La Campaña Mundial de Solidaridad logró recaudar para el año 1989 250 millones de dólares en ayuda económica y material.
Blanca López fue ajena a los devenires de su fotografía. Tuvo 14 hijos más y siguió trabajando la tierra. Colaboró como  alfabetizadora y atendió a los heridos del Ejército Popular Sandinista después de la operación Danto 88, fue secuestrada por la Contra y rescatada junto a su bebé.
En una entrevista concedida a La Prensa en 2013 manifestó 

Yo nunca he sido egoísta, si Nicaragua recaudó dinero por medio de esa fotografía, si el mundo dio dinero a gente que lo necesitaba no me molesta, está bien porque aquí somos muy pobres… pero a mí me tuvieron olvidada. La foto en sí tiene un gran mérito, me sentí orgullosa al saber que había sido utilizada como la imagen oficial para la Campaña Mundial de Solidaridad con Nicaragua y el beneficio que llegó a las personas que lo necesitaban en ese momento. Fue la imagen de una realidad que recorrió el mundo y me satisface como nicaragüense cada dólar que se recaudó, Valenzuela hizo un gran trabajo.

Tras el reportaje realizado por la revista "El magazine" de La Prensa, Sergio Ríos, presidente de la empresa minera HEMCO, Mineros Nicaragua  buscó a Blanca López y su empresa  le regaló tres manzanas de tierra y una casa como compensación por los beneficios obtenidos por la fotografía de la que fue protagonista.

## El símbolo
La fotografía de una joven madre dando de amamantar a su hijo con el fusil al hombro, se convirtió en la figura de la  Nicaragua Revolucionaria, como diría su autor "...y de pronto Nicaragua era aquella joven armada con su hijo en el pecho”.
Una mujer joven, anónima, armada, sonriente, que lleva en sus brazo un niño de pecho que simboliza el futuro y la determinación de luchar por el mismo. La iconografía representa a Nicaragua y a la revolución como mujeres. Los niños son el futuro y el arma la defensa del mismo, la determinación de la lucha por un mañana mejor. El fusil al hombro conjugar la ternura de la lactancia y la sonrisa logrando un equilibrio de pasión, ternura y belleza que logran mostrar, en una imagen y de un solo golpe, toda lucha llevada entonces en Nicaragua. La violencia y el amor juntos en un equilibrio. Una mujer, madre con tiempo para ejercer la ternura y trabajar la violencia. Todo en un mismo plano. Ese equilibrio de la imagen encandila.
El Frente Sandinista de Liberación Nacional (FSLN) intentó incluir el rol femenino como hacedor principal de la revuelta y de la construcción de un nuevo Estado, a la par de los hombres, en una sociedad tradicionalmente soportada sobre el trabajo de las mujeres. La mujer  asegura el futuro de los hijos de la revolución. No solo como madre, sino como mujer guardiana y hacedora en el mismo lugar que el hombre nuevo del que hablaba Ernesto Guevara, el che.